# Мельнский мир
Ме́льнский мир — мирный договор между Королевством Польским и Великим княжеством Литовским с одной стороны и Тевтонским орденом с другой, подписанный на берегу озера Мелно вблизи Радзыня 27 сентября 1422 года. Сейчас около этого места находится село Мелно. Договор закрепил поражение Тевтонского ордена в Голубской войне. По условиям договора Орден уступал Королевству Польскому часть Куявии с Нешавой и окончательно отказывался от претензий на Жемайтию, которая по Торуньскому миру должна была отойти Ордену после смерти великого князя литовского Витовта. Таким образом, территориальный спор между Великим княжеством Литовским и Тевтонским орденом за Жемайтию, длящийся с подписания договора на острове Салин в 1382 году, был решён. Установленная между Орденом и Великим княжеством граница оставалась практически неизменной на протяжении почти пятисот лет (до Первой мировой войны). Южная часть этой границы с незначительными изменениями сохранилась до наших дней в качестве государственной между Литовской Республикой и Калининградской областью Российской Федерации, что делает её одной из наиболее стабильных государственных границ в Европе.

## Предыстория
Первый Торуньский мир 1411 года не решил всех противоречий между Тевтонским орденом и союзными Королевством Польским и Великим княжеством Литовским. Не была определена прусско-жемайтская граница. Великий князь литовский Витовт претендовал на весь правый берег Немана, включая Мемель (Клайпеду). В свою очередь крестоносцы требовали, чтобы после смерти Витовта и польского короля Ягайлы Жемайтия была передана Ордену (одно из условий Торуньского мира). Польша претендовала на Хелминскую землю (Кульмерланд), Западное и Восточное Поморье (Померанию и Померелию). Короткая Голодная война 1414 года и последовавшие за ней переговоры на Констанцском соборе также не принесли разрешения.
Новый этап переговоров стартовал в 1419 году. 6 января 1420 года во Вроцлаве император Священной Римской империи Сигизмунд объявил Торуньский мир действительным и справедливым, то есть настоял на неизменности ситуации.Ягайло и Витовт категорически отвергли вердикт Сигизмунда и в июле 1422 года объявили войну Ордену. Начавшаяся Голубская война складывалась не слишком удачно для обеих сторон. Не дожидаясь, когда Орден получит подкрепление из Германии, Ягайло и Витовт решили начать переговоры о мире.
17 сентября 1422 года было заключено перемирие. Для заключения мира каждая сторона направила в польский лагерь около озера Мельно по 8 представителей, делегировав им полномочия вести переговоры. 27 сентября был заключён мирный договор, известный как Мельнский мир или Мир у озера Мельно.

## Положения
В соответствии с условиями договора Орден навсегда отказывался от всех территориальных, политических и религиозно-миссионерских претензий к Великому княжеству Литовскому. Жемайтия окончательно стала частью Княжества, его граница отодвигалась на северо-запад: от редконаселённых пустошей Сувалкии к приморской Паланге.
Тем не менее в руках Ордена оставалось нижнее течение Немана, а также важный торговый центр на Балтике — Мемель (Клайпеда).
Великое княжество получило выход к Балтийскому морю на участке между Палангой и Швянтоями шириной примерно 15 километров. Этот пятнадцатикилометровый участок земли, перекрывающий сухопутное сообщение между Тевтонским и Ливонским орденами, не может считаться действительным выходом к морю, так как из-за неблагоприятных природных условий и жесткой конкуренции со стороны Мемеля и Либавы Княжеству не удалось создать собственный крупный морской порт.
Королевство Польское получало территорию по Висле до устья реки Дрвенцы, включая Нешаву, однако в обмен отказывалось от любых претензий на Поморье, Хелминскую (Кульмерланд) и Михаловскую земли. В самой Польше договор расценивался как неудача.

## Ратификация
На момент составления договора стороны не имели официальных печатей, и поэтому мир был ратифицирован не сразу. Пользуясь задержкой, великий магистр Пауль фон Русдорф попытался уклониться от подписания договора под предлогом невыполнения требований Ордена в срок. Он рассчитывал, что с помощью императора Сигизмунда сможет взять реванш у Польши. Однако на переговорах в Кежмарке Сигизмунд и Ягайло пришли к консенсусу: император отказывался от поддержи Ордена, а король польский — гуситов. Витовт был вынужден отказаться от чешской короны.
Договор был скреплён печатями 30 марта 1423 года, 9—18 мая ратифицирован в Велёне и 10 июля одобрен папой римским Мартином V. Со стороны Польши и Великого княжества Литовского к договору было привешено около 120 печатей.

## Последствия

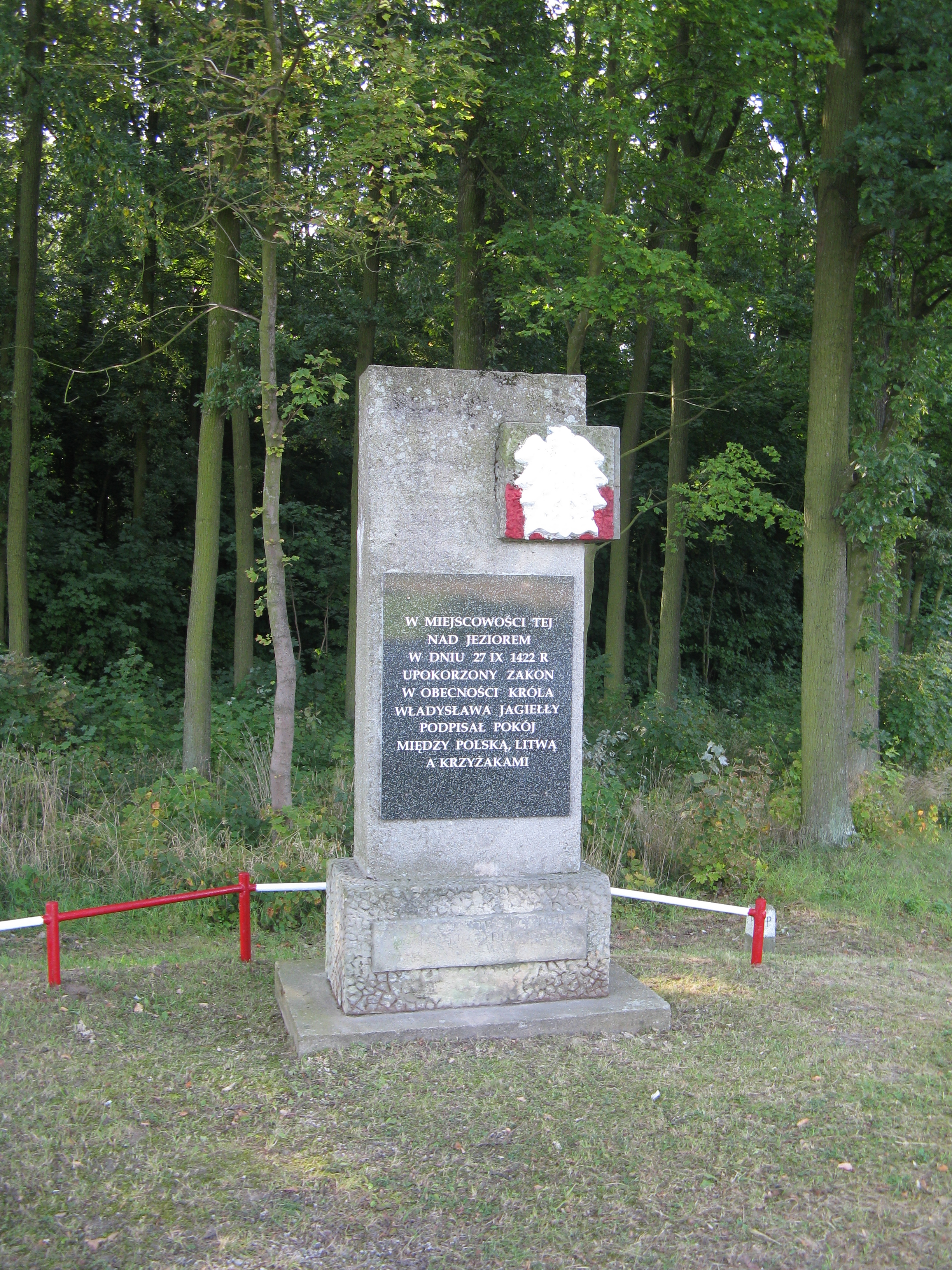
Памятник Мельнскому миру в деревне Мелно, Польша

С подписанием мира окончилась борьба Тевтонского ордена с Великим княжеством Литовским за Жемайтию, которая с небольшими перерывами продолжалась с 1382 года, когда Жемайтия отошла Ордену по Салинскому договору. Урегулировав отношения с Орденом, Витовт мог переориентировать вектор внешней политики на восток, а также сосредоточиться на проведении централизаторских реформ.
Значительно ослабел Орден: в октябре 1422 года в Пруссию прибыло последнее пополнение из Европы — далее Орден был вынужден полагаться только на собственные силы. Между тем, польско-тевтонские противоречия оставались неразрешёнными. Вскоре после подписания мирного договора разгорелся спор за водяную мельницу в Любиче — стратегический пост, превращённый в крепость. Возмущённый Витовт пригрозил полякам, что, если те не откажутся от претензий на Любеч, он передаст Ордену Палангу, стоящую сотню таких мельниц. Победителем из спора вышли крестоносцы.
В попытке разорвать польско-литовский союз, крестоносцы предложили Витовту помощь в получении им короны, однако коронация была сорвана. После смерти Витовта в Княжестве разгорелась гражданская война, в которой Орден поддержал Свидригайло Ольгердовича. Вторжение тевтонцев в Польшу положило начало неудачной для Ордена польско-тевтонской войне 1431—1435.
Установленная Мельнским миром тевтонско-литовская граница была грубой и нечёткой, что вызывало территориальные споры между государствами. В 1532 и 1545 годах граница была уточнена и просуществовала без существенных изменений до 1919 года, когда по решению Парижской конференции Клайпедский край (Мемельланд), принадлежавший до этого Германии, был передан под мандат Лиги Наций. В 1923 году край был аннексирован Литвой. Южная часть границы, установленной Мельнским миром, практически без изменений сохранилась в качестве государственной границы между Литвой и Калининградской областью России.